# Doku Chamatowitsch Umarow
Doku Chamatowitsch Umarow (auch Dokka Umarow oder Doka Umarow; russisch Доку Хаматович Умаров oder Докка Умаров, Дока Умаров; * 13. April 1964 in Charsenoi, Rajon Schatoi, Tschetscheno-Inguschetien, Sowjetunion; † 7. September 2013) war ein  islamistischer tschetschenischer Kämpfer.
Umarow war zunächst der Vizepräsident der Tschetschenischen Republik Itschkeria (Untergrundregierung der tschetschenischen Separatisten) und rückte nach dem Tod von Abdul Halim Sadulajew am 17. Juni 2006 automatisch auf den Präsidentenposten auf, den er innehatte, bis er sich am 31. Oktober 2007 zum „Emir des Kaukasus-Emirats“ erklärte. Umarow kämpfte in seinen letzten zehn Lebensjahren gegen die russischen Streitkräfte und soll hunderte tschetschenische Kämpfer unter seinem Kommando gehabt haben.

## Biografie

### Herkunft und Studium
Umarow wurde am 13. April 1964 im südtschetschenischen Dorf Charsenoi geboren. Er entstammte demselben Clan wie Arbi Barajew und der ehemalige tschetschenische Außenminister Iljas Achmadow. Umarow studierte in Grosny und hat einen Abschluss als Bauingenieur.

### Erster Tschetschenienkrieg
Bei Ausbruch des Ersten Tschetschenienkriegs 1994 hielt sich Umarow in Moskau auf. Er erklärte später, als Patriot habe er sich verpflichtet gefühlt, in seine Heimat zurückzukehren und zu kämpfen. Es ist umstritten, ob Umarow darauf unter Achmed Sakajew oder Ruslan Gelajew an der Südwestfront kämpfte. Er kommandierte das so genannte Bors speznas-Bataillon, das im Folgenden zu einem Regiment erweitert wurde. Umarow wurde in den Rang eines Brigadegenerals versetzt. Für seine Verdienste wurde ihm die Auszeichnung „Held der Nation“ verliehen.
Infolge des Abkommens von Chassawjurt, das den Ersten Tschetschenienkrieg 1996 beendete, und der Wahl Aslan Maschadows zum Präsidenten im Januar 1997 wurde Umarow von Maschadow zum Vorsitzenden des Tschetschenischen Sicherheitsrates ernannt. In dieser Funktion schlug er eine bewaffnete Auseinandersetzung zwischen Moderaten und Radikalen in Maschadows Gefolgschaft nieder. Kurz darauf wurde der Sicherheitsrat aufgelöst und Umarow verlor seinen Posten.

### Zweiter Tschetschenienkrieg

#### Kommandeur in Grosny und an der Südwestfront
Im 1999 begonnenen Zweiten Tschetschenienkriegs war er Feldkommandant im belagerten Grosny, wo er im Winter 2000 bei einem Ausbruch eine schwere Gesichtsverletzung erlitt. 2002 wurde er Kommandant der Südwestfront. Er wurde bald erneut verwundet und musste sich einer Behandlung in einem Krankenhaus im Ausland unterziehen. Es wird berichtet, der FSB habe 2005 Umarows Vater, seine Frau und seinen einjährigen Sohn als Geiseln genommen. Einige Monate zuvor waren bereits seine Brüder und ihre Familien in Geiselhaft genommen worden. Umarows Frau und sein Sohn kamen frei, über den Verbleib seines Vaters und seiner Brüder gibt es keine Hinweise. Ende 2005 wurde auch Umarows Schwester in Urus-Martan entführt, jedoch nach Protesten der örtlichen Bevölkerung wieder freigelassen. Im Mai 2005 wurde Umarow durch eine Antipersonenmine verletzt.

#### Präsidentschaft der tschetschenischen Untergrundregierung
Umarow war zunächst der Vizepräsident der Untergrundregierung der tschetschenischen Separatisten und rückte nach dem Tod von Abdul Halim Sadulajew am 17. Juni 2006 automatisch auf den Präsidentenposten auf. In seinen ersten öffentlichen Äußerungen nach seiner Einsetzung als Präsident kündigte Umarow an, den Konflikt in „viele Regionen Russlands“ auszuweiten und lobte seinen Vorgänger Sadulajew. Er deutete ebenfalls an, eine Spezialeinheit gründen zu wollen, die gegen Tschetscheniens „abscheulichste Verräter“ kämpfen sollte, mit der offenbar die Moskau-treue offizielle tschetschenische Regierung gemeint war. Er betonte, die tschetschenischen Rebellen würden ausschließlich Militär und Polizei in Russland angreifen.
Umarow wurde als Verbündeter von Schamil Bassajew angesehen und verdächtigt, an einer Attacke auf die Nachbarrepublik Inguschetien im Jahre 2004 beteiligt gewesen zu sein oder diese angeführt zu haben. Die russische Tageszeitung Iswestija berichtete, bei der Besetzung einer Schule im nordossetischen Beslan sei Umarow von mehreren Geiseln identifiziert worden. In einem Interview mit Andrei Babizki von Radio Liberty im Juni 2005 bestritt Umarow eine Beteiligung an derartigen Terrorakten und kritisierte Bassajew für seinen Befehl für die Attacke auf die Schule in Beslan. Russische Behörden beschuldigen Umarow auch der Organisation zahlreicher Entführungen mit anschließenden Lösegeldforderungen. Am 27. Juni 2006 ernannte er Schamil Bassajew zum Vizepräsidenten der Untergrundregierung (Tschetschenische Republik Itschkeria) und entließ ihn zugleich aus seiner Funktion als stellvertretender Regierungschef. Bassajew wurde im Juli 2006 von russischen Spezialeinheiten getötet. Laut tschetschenischen Rebellen soll es sich jedoch um einen Unfall gehandelt haben.

#### Ausrufung des Kaukasus-Emirats

Flagge des Kaukasus-Emirats

Am 31. Oktober 2007 proklamierte Umarow das „Kaukasus-Emirat“ und rief sich selbst als dessen Emir aus. Im Gegensatz zur Tschetschenischen Republik Itschkeria umfasst das Emirat alle kaukasischen Republiken Russlands außer Adygeja sowie Teile der Region Stawropol. Die Ausrufung des Emirats wurde von mehreren führenden Angehörigen der tschetschenischen Separatistenbewegung (unter ihnen „Ministerpräsident“ Achmed Sakajew) abgelehnt. Umarow wurde von diesen nicht mehr als „Staatspräsident“ anerkannt. Das proklamierte Emirat soll darüber hinaus Gebiete in der Türkei umfassen.
In einem Anfang August 2010 veröffentlichten Video trat Umarow als „Emir des Kaukasischen Emirats“ zurück und benannte Aslambek Wadalow zu seinem Nachfolger. Nur wenige Tage darauf tauchte ein weiteres Video auf, in dem Umarow seine Rücktrittsankündigung zurücknahm und erklärte, er werde weiterhin sein Amt ausüben.

#### Russisch-Ukrainischer Konflikt
Im Zuge des 2014 nach den Maidan-Protesten eskalierenden Konflikt in der Ukraine kam es zur Kontaktaufnahme mit Umarow durch den Führer des „Prawyj Sektor“ (Rechten Sektor), Dmytro Jarosch, mit Bitte um Unterstützung. Jarosch bat „um Hilfe bei der Schwächung Moskaus durch weitere Attentate“.

#### Terroranschläge
Ende März 2010 übernahm Umarow die Verantwortung für die Terroranschläge in Moskau, die zwei Tage zuvor 39 Todesopfer gefordert hatten. Auch zum Terroranschlag am Flughafen Moskau-Domodedowo im Januar 2011, bei dem mindestens 36 Menschen getötet wurden, bekannte sich Umarow.
Im März 2011 wurde Umarow vom Ausschuss des UN-Sicherheitsrats für Sanktionen gegen al-Qaida auf die von den Vereinten Nationen geführte Terroristen-Liste gesetzt. Dadurch werden alle UN-Nationen dazu verpflichtet, Strafmaßnahmen gegen Umarow zu verhängen, insbesondere dessen Bankkonten zu sperren sowie die Einreise und jede Hilfe zu verbieten. Am 26. Mai 2011 setzte die US-Regierung die von Umarow geführte Gruppe Kaukasus-Emirat auf die von den USA geführte Liste der Terrororganisationen und setzte ein Kopfgeld von bis zu fünf Millionen Dollar für Hinweise aus, die zur Ergreifung Umarows führen.
In einer Videobotschaft vom Juli 2013 drohte Umarow mit Anschlägen auf die Olympischen Winterspiele in Sotschi.

#### Tod
Am 18. März 2014 berichtete das Kavkaz Center, eine tschetschenische dschihadistische Nachrichtenagentur, über den Tod Doku Umarows. Als Nachfolger wurde Ali Abu Mohammed (1. Januar 1972 – 19. April 2015 als Aliaskhab Alibulatowitsch Kebekow) angegeben. Der Tod Umarows wurde am 8. April 2014 durch den Chef des russischen Inlandgeheimdienstes FSB, Alexander Bortnikow, ohne Angaben zum Todeszeitpunkt bestätigt. Laut späteren Angaben des Kavkaz Center erlitt Umarow bereits im August 2013 eine Vergiftung durch den Verzehr von Lebensmitteln, die Mitkämpfer am Straßenrand gekauft hatten. Umarow starb einen Monat später am Morgen des 7. September 2013 an den Folgen der Vergiftung. Er war verheiratet und hatte sechs Kinder.